# Surfistas del Sistema
Surfistas del Sistema (abreviado SDS) es una banda de indie pop y synthpop argentina, formada en 2013 en Buenos Aires. Está integrada por Fran Frione (voz y guitarra), Cisco Achaval (batería) y Rama Vázquez (bajo). En 2014 fueron nominados a mejor álbum rock/pop alternativo en los Premios Gardel.
El nombre de la banda surgió durante un retiro en el que Frione participó, acompañado por el hijo del mimo francés Marcel Marceau, quien también enseñaba yoga. Durante ese tiempo, este le expresó: «Eres un surfista del sistema». Frase que sirvió de inspiración para nombrar su grupo en 2011, y dos años después, presentaron su primer disco homónimo.
En 2015, conocieron a Diego Herrera de Caifanes y se trasladaron a México. En 2019, redefinieron su estilo fusionando rock y pop, y presentaron SOS en el Pepsi Center. Entre sus principales referencias musicales mencionaron al Rock argentino, Virus, Gustavo Cerati, Soda Stereo, Zoé y Porter.
Han grabado nueve álbumes de estudio: Surfistas del sistema (2013), Modo despegar (2015), SOS (2019), Tanta mentira (2020), Tao (2022), 22 (2023), Dicen (2023), Flowers (2023) y Todo me recuerda a vos (2024). Modo despegar, fue reconocido como el mejor disco iberoamericano de 2015 por la revista Mute Magazine. Sus canciones más populares incluyen temas como: «Te miro para ver si me ves mirarte», «La magia está en tu piel», «Amarrados» y «Juntos». Han participado en eventos masivos como el Vive Latino y se han presentado en recintos culturales como el Teatro Metropólitan de la Ciudad de México.

## Historia

### 2013-2019: Primeros años y emigración a México
Surfistas del Sistema se formó en 2013 por Fran Frione en Buenos Aires, Argentina. Su álbum debut homónimo presentó un sonido orientado al rock. En 2015, tras conocer a Diego Herrera, saxofonista de Caifanes, la banda se trasladó a México, donde estableció su base de operaciones. Ese mismo año lanzaron Modo Despegar, en el que incorporaron elementos pop. Una vez establecidos en México experimentaron con sonidos, mezclando rock con pop. El proceso creativo implicó una reconfiguración de su música. Su lanzamiento en 2019 coincidió con una serie de presentaciones en vivo, incluyendo un concierto en el Pepsi Center de la Ciudad de México el 24 de agosto, donde interpretaron temas del álbum antes de la presentación de Miranda!.
Luego del lanzamiento de SOS en agosto de 2019, Surfistas del Sistema presentó su cuarto álbum de estudio, Tanta Mentira. Producido por Mario Miranda, el disco cuenta con 10 canciones grabadas en Red Stag Studio en San José, Costa Rica. Su sonido abarca diversos géneros, incluyendo pop, rock, funk, reggae y elementos urbanos. Describieron al álbum como «una ensalada de frutas». Tanta Mentira se lanzó a través de plataformas digitales y de manera anticipada debido a complicaciones por la Pandemia de COVID-19. En agosto, el grupo participó en el Cosquín Rock, un festival hispano que se transmitió en línea. Rama y Cisco declararon haber «plantado raíces» en México. Aunque mantenían su nacionalidad argentina, expresaron sentirse más latinos que representantes de una sola nacionalidad, destacando su vínculo con otros países de América Latina y Estados Unidos. Su objetivo fue crear un soporte en México y expandir su alcance hacia Centro y Sudamérica.

### 2022-presente: Ascenso a la fama

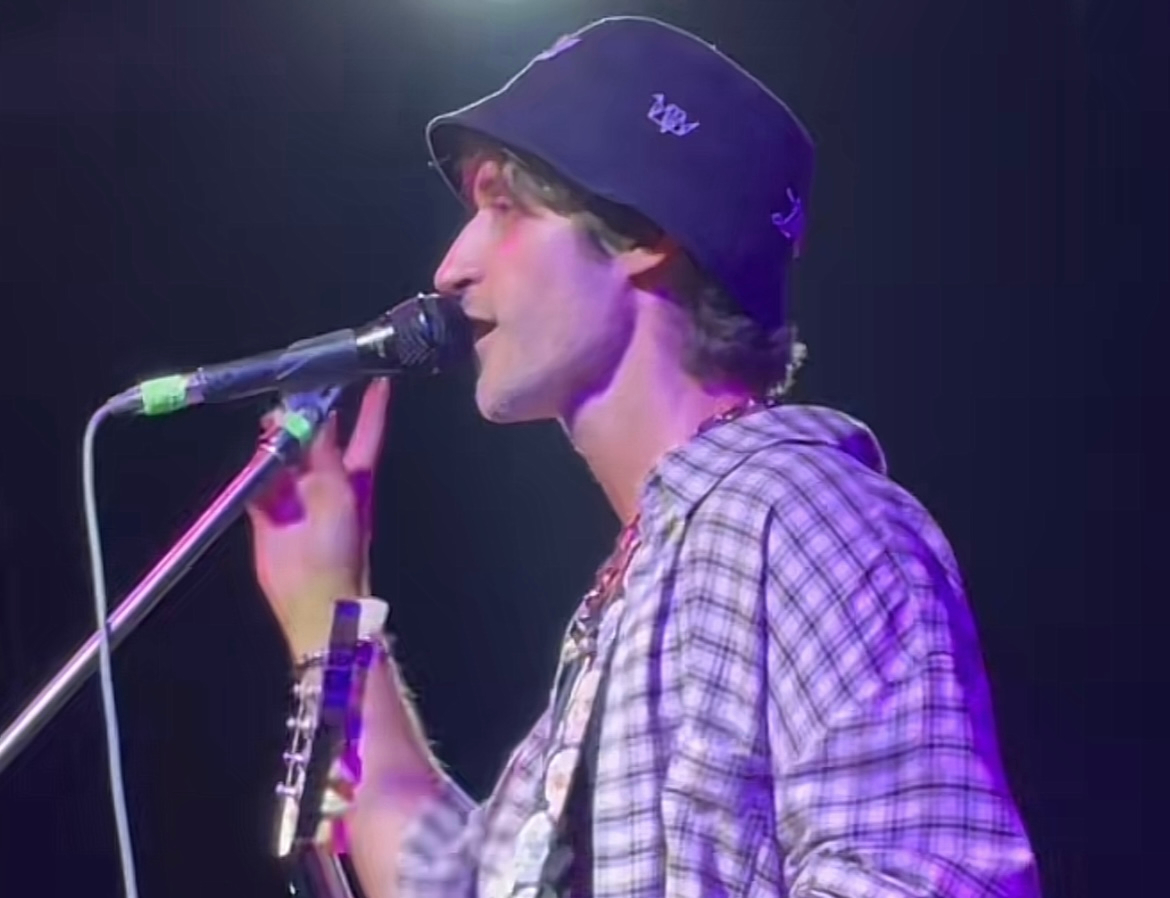
Frione en una presentación en vivo.

Ganaron popularidad gracias a temas como «Te miro para ver si me ves mirarte» y «La magia esta en tu piel», además de sus shows en vivo. Recibieron una respuesta positiva del público con el lanzamiento de su sencillo «Te siento diferente» y explicaron que la elección de la canción surgió después de presentarlo en varios conciertos, donde notaron la aceptación del sencillo. En una entrevista compartieron que, aunque aún no utilizan las interpretaciones de su público para crear canciones, suelen inspirarse en ellas. También mencionaron que en momentos de desesperación para escribir, consideran las opiniones de sus seguidores, especialmente de los que escriben comentarios en plataformas como YouTube. Presentaron un vídeo lírico de su sencillo «SOS» que formó parte de su tercer disco. En cuanto a las presentaciones en vivo, la banda destacó las diferencias entre los shows privados y los festivales. Iniciaron una gira con Costera, en la que realizaron casi 10 fechas, y se unieron a otros artistas, como el mexicano Juan Moreno. Lograron asistir a festivales como el Vive Latino, Latido y El Catrina. Han sido nominados por mejor álbum rock/pop alternativo en los Premios Gardel, un reconocimiento anual otorgado por la Cámara Argentina de Productores de Fonogramas y Videogramas (CAPIF).

## Estilo musical e influencias
Han citado como influencias a diversas agrupaciones del rock argentino, entre ellos Charly García, Luis Alberto Spinetta, Virus, Gustavo Cerati y Soda Stereo. En México, han mencionado a bandas como Zoé y Porter como parte de sus referencias musicales. En sus primeros años trabajaron con productores como Gordon Raphael, una experiencia que fue descrita como una «gran desilusión en un buen sentido». Aunque Raphael es reconocido por su trabajo con The Strokes, se valoró más la labor de Anel Paz, a quien consideraron un productor que potenció a la banda, en lugar de uno que simplemente dirijió el proyecto. Además recibieron la orientación de Federico Ariztegui, la experiencia con ambos fue vista como altamente positiva, subrayando la importancia de compartir testimonios sobre productores para ayudar a otros artistas en sus decisiones de colaboración.

## Discografía
Álbumes de estudio
- 2013: Surfistas del Sistema
- 2015: Modo despegar
- 2019: SOS
- 2020: Tanta mentira
- 2022: Tao
- 2023: 22
- 2023: Dicen
- 2023: Flowers
- 2024: Todo me recuerda a vos

## Giras musicales
Principales
- 2021: Gira Tanta mentira
- 2023: Gira La Noche
- 2024: Gira Todo me recuerda a vos

## Videografía
Videos musicales
| Año  | Canción                                  | Otro artista     | Álbum                  |
| ---- | ---------------------------------------- | ---------------- | ---------------------- |
| 2013 | «Para crecer»                            | Ninguno          | Surfistas del Sistema  |
| 2017 | «Cosmos»                                 | Ninguno          | Sin álbum              |
| 2017 | «Otra vez»                               | Ninguno          | Sin álbum              |
| 2019 | «Te miro para ver si me ves mirarte»     | Ninguno          | SOS                    |
| 2019 | «Juntos»                                 | Ninguno          | SOS                    |
| 2020 | «Amarrados»                              | Ninguno          | Tanta mentira          |
| 2021 | «Lunes»                                  | Ninguno          | Tanta mentira          |
| 2021 | «Amor»                                   | La Garfield      | Tanta mentira          |
| 2021 | «Yin Yang»                               | Ninguno          | Flowers                |
| 2021 | «Embrujo»                                | Ninguno          | Flowers                |
| 2022 | «A mar»                                  | Ninguno          | Flowers                |
| 2022 | «Dejarnos llevar»                        | Era de oro       | Sin álbum              |
| 2022 | «Nada»                                   | Garzøn           | 22                     |
| 2022 | «Secretos»                               | Ninguno          | 22                     |
| 2022 | «Reconectar»                             | BALVM            | 22                     |
| 2022 | «Donde enterrar mi corazón»              | Ninguno          | 22                     |
| 2022 | «Amor desolador»                         | LA LOU           | 22                     |
| 2023 | «Dicen»                                  | Ninguno          | Dicen                  |
| 2023 | «Desafía la gravedad»                    | Ninguno          | Dicen                  |
| 2023 | «Volvés»                                 | Ninguno          | Dicen                  |
| 2023 | «Anna atómica»                           | Ninguno          | Dicen                  |
| 2023 | «En el club»                             | Ninguno          | Dicen                  |
| 2023 | «Típico»                                 | Ninguno          | Dicen                  |
| 2023 | «Hija de la luna»                        | Ninguno          | Dicen                  |
| 2023 | «Tan alto»                               | Ninguno          | Dicen                  |
| 2023 | «Hong Kong»                              | Rollo California | Todo me recuerda a vos |
| 2024 | «Cuando te rompan el corazón»            | Ninguno          | Todo me recuerda a vos |
| 2024 | «Refugio»                                | Ninguno          | Todo me recuerda a vos |
| 2024 | «Y entonces te vi (I just wanna love u)» | Ninguno          | Todo me recuerda a vos |
| 2024 | «La noche de París»                      | Ninguno          | Todo me recuerda a vos |
| 2024 | «No te vayas»                            | Ninguno          | Todo me recuerda a vos |
| 2024 | «Otros cuatro días más contigo»          | Ninguno          | Todo me recuerda a vos |
| 2024 | «Las flores de Van Gogh»                 | Ninguno          | Todo me recuerda a vos |
| 2024 | «Llévame al infierno»                    | Ninguno          | Todo me recuerda a vos |
| 2024 | «Bella»                                  | Ninguno          | Todo me recuerda a vos |

## Premios y nominaciones
| Año  | Entrega        | Entrega                          | Nominación            | Resultado | Ref.   |
| ---- | -------------- | -------------------------------- | --------------------- | --------- | ------ |
| 2014 | Premios Gardel | Mejor álbum rock/pop alternativo | Surfistas del sistema | Nominados | [ 21 ] |